# Bataille de Dormelles
Pour les articles homonymes, voir Dormelles (homonymie).
Guerre civile mérovingienne
La bataille de Dormelles est un épisode de la guerre entre le roi de Neustrie Clotaire II et les petits-fils de la reine Brunehilde, Thierry II, roi de Burgondie et Thibert II, roi d'Austrasie.

## La bataille
La bataille, datée de 599 ou 600, semble avoir eu une grande ampleur puisque commençant sur les hauteurs de Sens, elle se poursuit à Flagy, Diant et jusqu'aux portes de Moret-sur-Loing. Le chiffre de 30 000 morts est mentionné, ce qui ferait de cette bataille l'une des plus meurtrières de l'époque mérovingienne. L'Orvanne qui coule à Dormelles aurait été tant obstruée de cadavres qu'elle en aurait dévié de son cours.

## Conséquences
Clotaire II, vaincu, survit néanmoins à la bataille en s'enfermant dans Melun, mais Thierry II ravage et occupe la Neustrie (sauf Rouen, Amiens et Beauvais) jusqu'à la paix de Compiègne en 604[réf. souhaitée].